# هنري كوسغروف
هنري كوسغروف (بالإنجليزية: Henry Cosgrove)‏ هو قاضي ومحام بالقضاء العالي أسترالي، ولد في 9 نوفمبر 1922، وتوفي في 22 فبراير 2010.